# Leptotarsus (Macromastix) barringtoniensis
Leptotarsus (Macromastix) barringtoniensis is een tweevleugelige uit de familie langpootmuggen (Tipulidae). De soort komt voor in het Australaziatisch gebied.